# 회중역
회중역(檜中驛)은 조선민주주의인민공화국 자강도 화평군에 위치한 북부내륙선의 역이다. 일부 지도에서는 이 역을 화평역으로 표기하기도 한다.

## 연혁
- 1988년 8월 3일 : 자성 - 후주청년 구간 개통과 함께 영업 개시[1][2]